# 邹家华
邹家华（1926年9月28日—2025年2月16日），原名邹嘉骅，汉族，上海市人，中国共产党、中华人民共和国政治人物，原副国级领导人。為作家邹韬奋长子，曾任中共第十一屆中央候補委員，第十二屆、十三屆、十四屆中央委員，第十四屆中央政治局委員，国务委员、国务院副总理、全国人大常委会副委员长等职务。

## 生平

### 早年经历
1944年，父亲邹韬奋在上海去世后，18岁的邹家华在安徽淮南参加新四军，先在华中新四军建设大学学习，后任山东省政府实业厅建设科干事。1946年任中共松江省哈东地委秘书，中共宾县常安区委副书记、书记。1948年起在哈尔滨工业大学补习俄文，后来作为“4821”成员之一赴苏联莫斯科包曼高等工业学院机械制造系学习。
1955年起任沈阳第二机床厂（中捷人民友谊厂）工艺科工艺师、副主任工程师、厂副总工程师、副厂长兼总工程师、代厂长、厂长。1964年任第一机械工业部机床研究所所长兼党委书记。1966年起，在文化大革命中受到冲击，后来下放劳动。

### 政治生涯
1972年，邹家华任一机部机械研究所党委副书记、革命委员会副主任。1973年任国务院国防工业办公室副主任、党组副书记，晋升副部级。1982年任国防科工委副主任、党委副书记。1985年任兵器工业部部长、党组书记，晋升正部级。1986年12月，随着机械工业部和兵器工业部的撤销，邹家华任新组建的国家机械工业委员会主任、党组书记。
1988年4月12日当选为國務委員，晋升副国级。1988年4月至1989年12月任國務委員兼機械電子工業部部長。1989年12月至1991年4月任國務委員兼国家计划委员会主任，是负责中国经济事务的最高级官员之一。
1991年4月8日出任國務院副總理（后于1993年3月30日连任），1992年10月18日在中国共产党第十四次全国代表大会上当选中央政治局委员。1996年4月兼任全国矿产资源委员会主任，1996年5月兼任国务院信息化工作领导小组组长。1998年3月，第九届全国人大第一次会议上，他当选全国人民代表大会常务委员会副委员长。
2003年3月，已年屆77歲的鄒家華辭去所有公職离休，返回老家福建颐养天年。

### 逝世
2025年2月16日23时42分，邹家华因病在北京逝世，享年98岁。
新華社在鄒家華逝世後發布訃告中稱他為「中國共產黨的優秀黨員，久經考驗的忠誠的共產主義戰士，無產階級革命家，國家經濟建設戰線、國防工業戰線和社會主義法制建設的傑出領導人」。
2025年2月20日上午，邹家华的遗体在八宝山革命公墓火化并举行告别仪式，习近平等党和国家领导人前往送别，胡锦涛则送花圈表示哀悼。

## 家族
- 父亲：邹韬奋，中国记者和作家，1944年7月24日在上海去世，终年49岁。
- 母亲：沈粹缜，江苏苏州人，1997年在北京去世，享年96岁。
- 胞弟：邹竞蒙，曾任中国气象局局长、世界气象组织主席。1999年2月22日晚上在北京遭歹徒抢劫杀害，终年70岁。
- 妻子：叶楚梅（1928年—2024年）[13]，为叶剑英元帅之长女，机械工业部机床局原副局长，亦是“4821”成员。
  - 长子：鄒小康、长媳：司徒丽瑛
    - 长孙：鄒万曈、孙女：鄒馨雅

  - 长女：鄒小毅、女婿：陈群
    - 外孙：陈逸、陈明洲

  - 次女：鄒小桦、女婿：翁阳
    - 外孙女：翁珺桦